# House of 1000 Corpses (ścieżka dźwiękowa)
House of 1000 Corpses – ścieżka dźwiękowa do filmu Roba Zombie pod tym samym tytułem (Dom tysiąca trupów). Zawiera utwory takich artystów jak: Buck Owens, The Ramones, Scott Humphrey i Rob Zombie, oraz sample prosto z filmu. Został wydany 23 marca 2003 roku.

## Lista utworów
1. "Howdy Folks" - 0:31
2. "House of 1000 Corpses" (Rob Zombie) - 3:43
3. "Saddle Up the Mule" - 0:17
4. "Everybody Scream" (Rob Zombie) - 2:36
5. "Stuck in the Mud" – 1:16
6. "Holy Miss Moley" – 0:16
7. "Who's Gonna Mow Your Grass?" (Buck Owens) – 2:19
8. "Run, Rabbit, Run" (Rob Zombie) – 3:01
9. "Into the Pit" – 1:21
10. "Something for You Men" – 0:20
11. "I Wanna Be Loved by You" (Helen Kane) – 2:47
12. "Pussy Liquor" (Rob Zombie) – 4:57
13. "Scarecrow Attack" – 2:12
14. "My Baby Boy" – 0:14
15. "Now I Wanna Sniff Some Glue" (Ramones) – 1:34
16. "Investigation and the Smokehouse" – :35
17. "Bigger the Cushion" – 2:26
18. "I Remember You" (Slim Whitman) – 2:03
19. "Drive Out the Rabbit" – 0:13
20. "Mary’s Escape" – 1:19
21. "Little Piggy" (Rob Zombie) – 3:54
22. "Ain’t the Only Thing Tasty" – 0:26
23. "Dr. Satan" – 0:19
24. "Brick House 2003" (Rob Zombie feat. Lionel Richie & Trina) – 3:48
25. "To the House" – 2:29

## Notowania
| Rok  | Notowanie         | Poz. |
| ---- | ----------------- | ---- |
| 2003 | The Billboard 200 | 53   |
| 2003 | Top Soundtracks   | 4    |